# Brebu (Prahova megye)
Brebu község Prahova megyében, Munténiában, Romániában. A hozzá tartozó települések: Brebu Mânăstirei, Brebu Megieșesc, Pietriceaua és Podu Cheii. A község központ Brebu Mânăstirei.

## Fekvése
A megye középső részén található, a megyeszékhelytől, Ploieștitől, negyvenkét kilométerre északra. 

## Története
Első írásos említése 1564-ből való.
A 19. század végén a község Prahova megye Prahova járásához tartozott és ugyanazon településekből állt mint manapság. Összlakossága 3272 fő volt. A község tulajdonában volt egy iskola, mely a 19. század közepén nyitotta meg kapuit, valamint két templom, az egyik ezek közül a Brebu kolostorhoz tartozott, a másik pedig 1855-ben épült Pietriceaua faluban.
1925-ös évkönyv szerint a lakossága 4995 fő volt. 
1938-ban Prahova megye Câmpina járásának volt a része.
1950-ben közigazgatási átszervezés alapján, a Prahova-i régió Câmpina rajonjához került, majd 1952-ben a Ploiești régióhoz csatolták. 
1968-ban ismét megyerendszert vezettek be az országban, a község az újból létrehozott Prahova megye része lett.

## Lakossága
| Nemzetiségek | 2002 | 2002   |
| ------------ | ---- | ------ |
| Románok      | 7709 | 99,87% |
| Magyarok     | 9    | 0,11%  |
| Olaszok      | 1    | 0,01%  |
| Összesen     | 7719 | 100,0% |

## Látnivalók

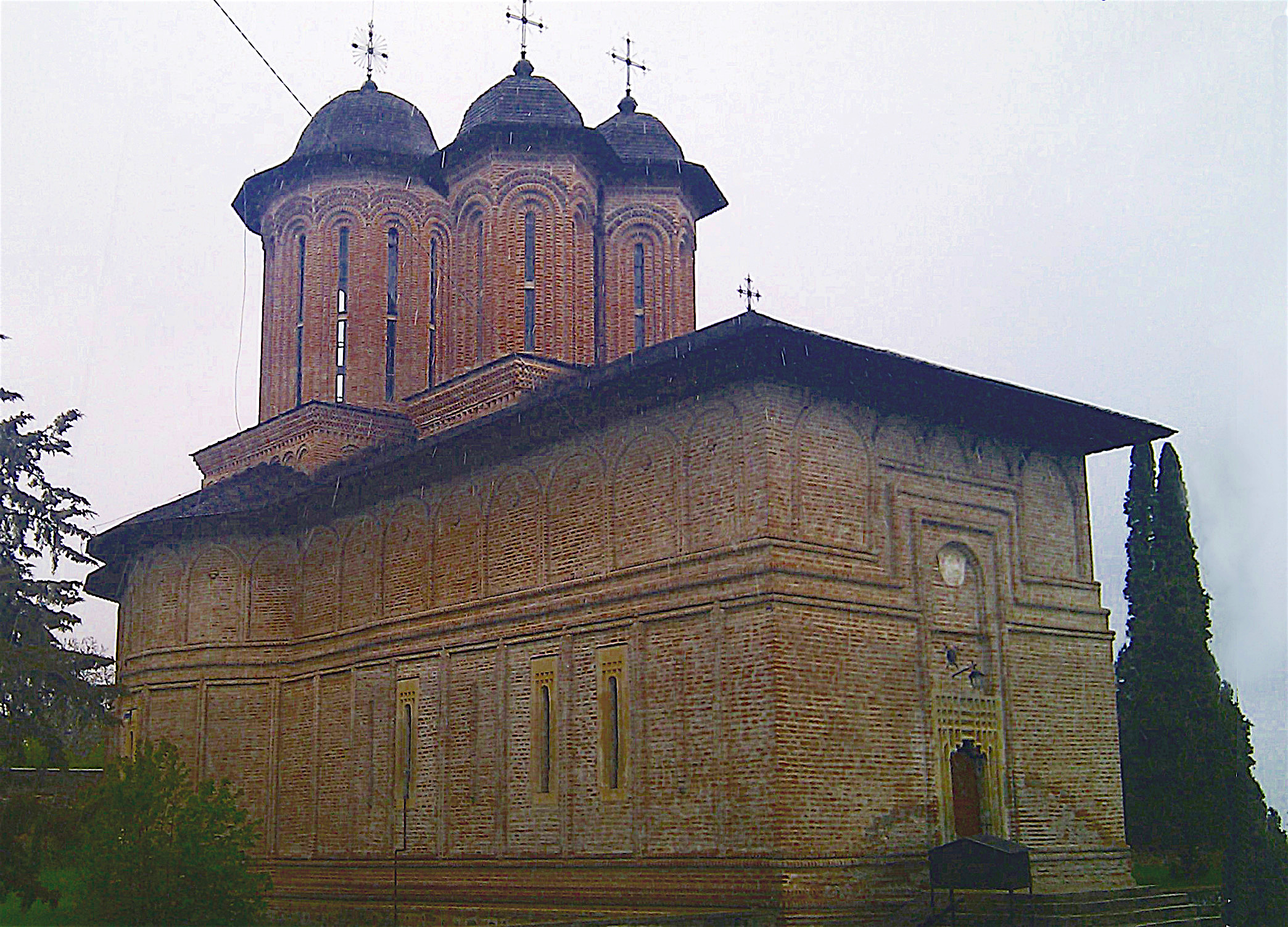
A Brebu kolostor

- Brebu kolostor - Matei Basarab havasalföldi fejedelem építtette a 17. században.
- Első világháborús emlékmű - Iordache A. Fodac alkotása.
- Történelmi Múzeum - Matei Basarab havasalföldi fejedelem egykori uradalmi kastélyában kialakítva.

## Külső hivatkozások
- A település honlapja
- Adatok a településről
- 2002-es népszámlálási adatok
- Marele Dicționar Geografic al României